# El guardaespaldas (musical)
El guardaespaldas es un musical jukebox basado en la película homónima de 1992, con libreto de Alexander Dinelaris y un repertorio de canciones formado por éxitos de la discografía de Whitney Houston, entre los que se incluyen «Saving All My Love for You», «How Will I Know», «I Wanna Dance With Somebody» y «One Moment in Time», junto a temas que ya aparecían en el filme original como «I Will Always Love You», «I'm Every Woman», «I Have Nothing», «Run to You» o «Queen of the Night». Su trama central gira en torno a Rachel Marron, una estrella del pop que ante las continuas amenazas por parte de un acosador anónimo se ve obligada a contratar los servicios de Frank Farmer, un antiguo agente secreto reconvertido en guardaespaldas profesional. 
El espectáculo se estrenó en 2012 en el Adelphi Theatre de Londres y desde entonces también ha podido verse en numerosas ciudades a lo largo de todo el mundo.

## Producciones

### West End
2012
El guardaespaldas tuvo su première mundial el 5 de diciembre de 2012 en el Adelphi Theatre de Londres, con funciones previas desde el 6 de noviembre y un reparto encabezado por Heather Headley como Rachel Marron, Lloyd Owen como Frank Farmer, Debbie Kurup como Nicki Marron, Ray Shell como Bill Devaney, Nicolas Colicos como Tony Scibelli, Sean Chapman como Sy Spector, Mark Letheren como el acosador, Oliver Le Sueur como Ray Court y Gloria Onitiri como alternante de Rachel Marron. Producido por Michael Harrison y David Ian, el montaje contó con dirección de Thea Sharrock, coreografía de Arthur Pita, diseño de escenografía y vestuario de Tim Hatley, diseño de iluminación de Mark Henderson, diseño de sonido de Richard Brooker, orquestaciones de Chris Egan y dirección musical de Richard Beadle.
A pesar de la excelente acogida por parte del público, El guardaespaldas se vio obligado a echar el cierre el 29 de agosto de 2014, al finalizar el contrato con el Adelphi Theatre. En un principio se consideró la posibilidad de trasladar la producción al Aldwych Theatre, pero finalmente la idea fue desestimada por tratarse de un recinto con menor aforo. A lo largo de los casi dos años que se mantuvo en cartel, el espectáculo vio pasar por su elenco a diferentes protagonistas, incluyendo a Beverley Knight y Alexandra Burke como Rachel Marron, y Tristan Gemmill como Frank Farmer.
2016
Entre el 15 de julio de 2016 y el 7 de enero de 2017, El guardaespaldas regresó a los escenarios de la capital inglesa para instalarse por temporada limitada en el Dominion Theatre del West End. El montaje fue el mismo que durante más de un año había recorrido las principales ciudades de Reino Unido e Irlanda, y estuvo protagonizado en su etapa londinense por Beverley Knight, quien ya había sido una de las Rachel Marron en la producción original. Junto a ella, Ben Richards como Frank Farmer, Rachel John como Nicki Marron, Mark Holden como Bill Devaney, Alex Andreas como Tony Scibelli, Dominic Taylor como Sy Spector, Matthew Stathers como el acosador, Glen Fox como Ray Court y Carole Stennett como alternante de Rachel Marron completaron el reparto.

### España
2017
En España se estrenó el 28 de septiembre de 2017 en el Teatro Coliseum de Madrid, con Fela Domínguez como Rachel Marron, Iván Sánchez y Maxi Iglesias alternándose como Frank Farmer, Damaris Martínez como Nicki Marron, Armando Buika como Bill Devaney, Alberto Cañas como Tony Scibelli, Juan Bey como Sy Spector, Dani Tatay como el acosador y Javier Martínez como Ray Court.
Producida por Stage Entertainment, responsable también de la puesta en escena de El guardaespaldas en Países Bajos, la versión española contó con dirección de Carline Brouwer, coreografía de Kim Duddy, diseño de escenografía de Carla Janssen Höfelt, diseño de vestuario de Cocky van Huijkelom, diseño de iluminación de Luc Peumans, diseño de sonido de Gareth Owen y supervisión musical de Ad van Dijk y Sergi Cuenca. El equipo local lo formaron Alejandro de los Santos en la dirección residente, Xavier Torras en la dirección musical y Alberto Conejero en la traducción del libreto al castellano, si bien las canciones se mantuvieron en su idioma original.
En enero de 2018, Maxi Iglesias tuvo que abandonar la compañía debido a una lesión en la rodilla, siendo reemplazado por Dani Tatay como uno de los Frank Farmer titulares.
Después de diez meses en cartel y 329 funciones, El guardaespaldas se despidió de los escenarios madrileños el 15 de julio de 2018, habiendo sido visto por más de 300 000 espectadores.
2019
La primera gira española de El guardaespaldas comenzó el 17 de diciembre de 2019 en el Teatro Olympia de Valencia, de la mano de LetsGo Company. Federico Bellone fue el director de este montaje que protagonizaron Chanel Terrero y Khaoula Bouchkhi como Rachel Marron, Octavi Pujades como Frank Farmer, Sonia Egea y Mirela Cabero como Nicki Marron, José María Kimbo como Bill Devaney, Alberto Cañas como Tony Scibelli, Sergi Albert como Sy Spector, José María Ygarza como el acosador y Pablo Ceresuela como Ray Court. El resto del equipo artístico lo completaron Bill Goodson en la coreografía, Gabriel Moreschi en el diseño de escenografía, Marco Biesta y Marica D'Angelo en el diseño de vestuario, Valerio Tiberí en el diseño de iluminación, Armando Vertullo en el diseño de sonido, Julio Awad en la dirección musical y Silvia Montesinos en la traducción del libreto al castellano.
En marzo de 2020, la producción se vio obligada a echar el cierre de manera provisional debido a la pandemia de COVID-19. Tras casi dos años de inactividad, el tour reemprendió funciones el 27 de noviembre de 2021 en el Teatre Coliseum de Barcelona para después continuar girando por todo el territorio nacional hasta su adiós definitivo el 12 de marzo de 2023 en el Teatro Circo de Albacete.

### Otras producciones
El guardaespaldas se ha representado en países como Alemania, Australia, Austria, Brasil, Canadá, China, Corea del Sur, Dinamarca, Eslovaquia, España, Estados Unidos, Francia, Irlanda, Italia, Japón, Luxemburgo, Mónaco, Países Bajos, Polonia, Reino Unido, República Checa o Suiza, y ha sido traducido a varios idiomas diferentes.
Tras el cierre del montaje original de Londres, El guardaespaldas se embarcó en un tour por Reino Unido e Irlanda que dio comienzo el 12 de febrero de 2015 en el Mayflower Theatre de Southampton y finalizó el 18 de junio de 2016 en el Congress Theatre de Eastbourne, con Alexandra Burke como Rachel Marron, Stuart Reid como Frank Farmer, Melissa James como Nicki Marron, Mensah Bediako como Bill Devaney, Siôn Lloyd como Tony Scibelli, Adam Venus como Sy Spector, Mike Denman como el acosador, Glen Fox como Ray Court y Zoe Birkett como alternante de Rachel Marron. La producción introdujo nuevas coreografías de Karen Bruce, así como algunos cambios en el listado de canciones, destacando la incorporación del tema «Million Dollar Bill», el último sencillo publicado en vida por Whitney Houston. Además, la escenografía fue rediseñada por Tim Hatley para facilitar el transporte de una ciudad a otra.
En Estados Unidos se estrenó el 4 de diciembre de 2016 en la Paper Mill Playhouse de Millburn, Nueva Jersey, como parte de una gira protagonizada por Deborah Cox (Rachel Marron), Judson Mills (Frank Farmer), Jasmin Richardson (Nicki Marron), Charles Gray (Bill Devaney), Alex Corrado (Tony Scibelli), Jonathan Hadley (Sy Spector), Jorge Paniagua (acosador) y Jarid Faubel (Ray Court). El espectáculo estuvo en la carretera durante más de un año, despidiéndose definitivamente el 15 de abril de 2018 en el Raymond F. Kravis Center for the Performing Arts de West Palm Beach, Florida.

## Personajes
| Personaje     | Descripción |
| Rachel Marron | Una estrella del pop que se ve obligada a contratar los servicios de un guardaespaldas para protegerse de un acosador anónimo.                  |
| Frank Farmer  | Un antiguo agente secreto reconvertido en guardaespaldas profesional.                                                                           |
| Nicki Marron  | La hermana mayor de Rachel Marron y su asistente personal. También es una cantante talentosa, pero siempre ha vivido a la sombra de su hermana. |
| Bill Devaney  | El mánager de Rachel Marron, una especie de figura paterna que la ha acompañado desde los inicios de su carrera.                                |
| Tony Scibelli | Agente de seguridad que trabaja para Rachel Marron y se opone a los métodos de Frank Farmer.                                                    |
| Sy Spector    | Relaciones públicas de Rachel Marron. |
| Acosador      | Un hombre obsesionado con Rachel Marron que pretende hacerle daño a ella y a su familia.                                                        |
| Ray Court     | Un experimentado agente de la servicios secretos que colabora con Frank Farmer para averiguar las intenciones del acosador.                     |
| Fletcher      | El hijo de Rachel Marron, nacido de una relación pasada.                                                                                        |

## Números musicales
Producción original del West End
| Acto I - «Queen of the Night» — Rachel, compañía - «I'm Your Baby Tonight» — Rachel, Fletcher, compañía - «Oh Yes» — Acosador, Rachel - «Saving All My Love for You» — Nicki - «Saving All My Love for You (Reprise)» — Nicki - «So Emotional» — Rachel, DJ, compañía - «Run to You» — Rachel, Nicki - «How Will I Know» — Chicas del karaoke - «I Will Always Love You» — Frank - «I Have Nothing» — Rachel, Nicki | Acto II - «All the Man That I Need» — Rachel, compañía - «I'm Every Woman» — Rachel, compañía - «All at Once» — Nicki - «Jesus Loves Me» — Nicki, Fletcher, Rachel - «Jesus Loves Me (Reprise)» — Rachel, compañía - «One Moment in Time» — Rachel - «I Will Always Love You (Reprise)» — Rachel - «I Wanna Dance With Somebody» — Rachel, compañía |

Producciones internacionales
| Acto I - «Queen of the Night» — Rachel, compañía - «How Will I Know» — Rachel, Fletcher, compañía - «Greatest Love of All» — Rachel - «Saving All My Love for You» — Nicki - Mayan Medley: «Million Dollar Bill»/«I Wanna Dance With Somebody»/«So Emotional» — Rachel, compañía - «Run to You» — Rachel, Nicki - «Where Do Broken Hearts Go» — Chicas del karaoke - «I Will Always Love You» — Frank - «I Have Nothing» — Rachel | Acto II - «All the Man That I Need» — Rachel, compañía - «I'm Every Woman» — Rachel, compañía - «All at Once» — Nicki - «Run to You (Reprise)» — Rachel - «Jesus Loves Me» — Fletcher, Nicki, Rachel - «Jesus Loves Me (Reprise)» — Compañía - «One Moment in Time» — Rachel - «I Will Always Love You (Reprise)» — Rachel - «I Wanna Dance With Somebody» — Rachel, compañía |

De cara a la gira por Reino Unido de 2015 se introdujeron algunos cambios en el listado de canciones, destacando la incorporación del tema «Million Dollar Bill», el último sencillo publicado en vida por Whitney Houston. Esta versión del espectáculo es la que después se ha utilizado en el resto de producciones internacionales.

## Repartos originales
| Personaje     | West End (2012)                                                                             | Gira en Reino Unido (2015)                                                             | West End (2016)                                                | Gira en EE. UU. (2016)              | Madrid (2017)                                                                | Gira en España (2019)                       |
| Rachel Marron | Heather Headley                                                                             | Alexandra Burke                                                                        | Beverley Knight                                                | Deborah Cox                         | Fela Domínguez                                                               | Chanel Terrero Khaoula Bouchkhi             |
| Frank Farmer  | Lloyd Owen                                                                                  | Stuart Reid                                                                            | Ben Richards                                                   | Judson Mills                        | Iván Sánchez Maxi Iglesias                                                   | Octavi Pujades                              |
| Nicki Marron  | Debbie Kurup                                                                                | Melissa James                                                                          | Rachel John                                                    | Jasmin Richardson                   | Damaris Martínez                                                             | Sonia Egea Mirela Cabero                    |
| Bill Devaney  | Ray Shell                                                                                   | Mensah Bediako                                                                         | Mark Holden                                                    | Charles Gray                        | Armando Buika                                                                | José María Kimbo                            |
| Tony Scibelli | Nicolas Colicos                                                                             | Siôn Lloyd                                                                             | Alex Andreas                                                   | Alex Corrado                        | Alberto Cañas                                                                | Alberto Cañas                               |
| Sy Spector    | Sean Chapman                                                                                | Adam Venus                                                                             | Dominic Taylor                                                 | Jonathan Hadley                     | Juan Bey                                                                     | Sergi Albert                                |
| Acosador      | Mark Letheren                                                                               | Mike Denman                                                                            | Matthew Stathers                                               | Jorge Paniagua                      | Dani Tatay                                                                   | José María Ygarza                           |
| Ray Court     | Oliver Le Sueur                                                                             | Glen Fox                                                                               | Glen Fox                                                       | Jarid Faubel                        | Javier Martínez                                                              | Pablo Ceresuela                             |
| Fletcher      | Luis Buddy Caius Duncombe Jaydon Fowora Knight Kwame Kandekore Taylor Lockhart Malakai Paul | Elliot Aubrey Jhayheim Davis Mark Jones Xhanti Mbonzongwana Chiesa Musonda Seito Smith | Keaton Edmund Max Fincham Jaden Oshenye Mickell Stewart-Grimes | Douglas Baldeo Kevelin B. Jones III | Manuel Baldé Jorge Lohoba Lisandro Nieves Luis M. Rodríguez Frencklain Sousa | Álex Nogueroles Blai Nadal Héctor Giménez * |

* Los actores infantiles que interpretaron a Fletcher en la gira española fueron seleccionados en cada ciudad donde se representó el musical. Álex Nogueroles, Blai Nadal y Héctor Giménez fueron los niños que estrenaron el personaje en la primera parada de la producción en el Teatro Olympia de Valencia.
Reemplazos destacados en la producción original de Madrid
- Frank Farmer: Dani Tatay

Reemplazos destacados en la producción española de 2019
- Rachel Marron: Mireia Mambo, Luna Manzanares
- Nicki Marron: María Jaraiz
- Bill Devaney: Alfonso Nsue
- Sy Spector: Fedor de Pablos
- Acosador: Dani Tatay, Javier Martínez
- Ray Court: Rubén Álvarez

## Grabaciones
Hasta la fecha únicamente se ha editado el álbum interpretado por el elenco de la gira británica de 2015, con Alexandra Burke en el papel protagonista. Además, para promocionar las diferentes producciones internacionales, numerosas artistas han grabado canciones del espectáculo, incluyendo a Beverley Knight (West End), Romy Monteiro (Países Bajos), Patricia Meeden (Alemania), Paulini (Australia), Fela Domínguez (España), Aisata Blackman (Alemania), Valérie Daure (Francia) y Mireia Mambo (España).

## Premios y nominaciones

### Producción original del West End
| Año  | Premio                         | Categoría                                 | Nominado            | Resultado |
| ---- | ------------------------------ | ----------------------------------------- | ------------------- | --------- |
| 2013 | Olivier Award                  | Mejor musical nuevo                       | Mejor musical nuevo | Nominado  |
| 2013 | Olivier Award                  | Mejor actriz en un musical                | Heather Headley     | Nominada  |
| 2013 | Olivier Award                  | Mejor intérprete de reparto en un musical | Debbie Kurup        | Nominada  |
| 2013 | Olivier Award                  | Mejor diseño de escenografía              | Tim Hatley          | Nominado  |
| 2013 | Evening Standard Theatre Award | Mejor plan nocturno                       | Mejor plan nocturno | Nominado  |

### Producción original de Madrid
| Año  | Premio                    | Categoría                         | Nominado             | Resultado |
| ---- | ------------------------- | --------------------------------- | -------------------- | --------- |
| 2018 | Premio del Teatro Musical | Mejor musical                     | Mejor musical        | Nominado  |
| 2018 | Premio del Teatro Musical | Mejor coreografía                 | Kim Duddy            | Nominada  |
| 2018 | Premio del Teatro Musical | Mejor escenografía                | Carla Janssen Höfelt | Nominada  |
| 2018 | Premio del Teatro Musical | Mejor diseño de iluminación       | Luc Peumans          | Nominado  |
| 2018 | Premio del Teatro Musical | Mejor diseño de sonido            | Gareth Owen          | Nominado  |
| 2018 | Premio del Teatro Musical | Mejor actriz de reparto           | Damaris Martínez     | Nominada  |
| 2018 | Premio del Teatro Musical | Interpretación destacada femenina | Fela Domínguez       | Nominada  |

### Producción española de 2019
| Año  | Premio                    | Categoría              | Nominado     | Resultado |
| ---- | ------------------------- | ---------------------- | ------------ | --------- |
| 2020 | Premio del Teatro Musical | Mejor actor de reparto | Sergi Albert | Nominado  |